# WNBA 커미셔너스컵
WNBA 커미셔너스컵(영어: WNBA Commissioner's Cup)은 정규시즌 시작과 동시에 시작해 전반기 내내 이어지는 WNBA(영어: Women's National Basketball Association)의 시즌 내 대회다. 결승전은 동부 콘퍼런스(영어: Eastern Conference)와 서부 콘퍼런스(영어: Western Conference) 상위권 팀들이 치른다. 13개 팀이 모두 참여하는 총 60개의 정규 시즌 대회가 컵 순위에 포함된다.
원래 2020시즌부터 시작할 예정이었으나 코로나-19 범유행으로 인해 WNBA 커미셔너스컵은 2021시즌부터 시작되었다.
2021년 10월, WNBA는 코인베이스(영어: Coinbase)가 2022년 대회를 시작으로 컵 대회 명명권을 획득했다고 발표했습니다.

## 네이밍 스폰서
| 연도          | 스폰서     |
| ------------- | ---------- |
| 2021년 ~ 현재 | 코인베이스 |

## 대회 방식
커미셔너스컵은 팀당 10경기씩 정규시즌 경기로 구성돼 컵플레이를 카운트하도록 지정됐다. 지정된 “컵 게임”에서 최고 기록을 가진 각 컨퍼런스의 팀은 커미셔너 컵 타이틀과 특별 상금 풀을 놓고 경쟁할 것이다. 컵 게임은 각 팀이 5개의 컨퍼런스 라이벌과 플레이하는 첫 번째 홈 게임이자 첫 번째 로드 게임입니다. 컵은 WNBA가 플레이오프 토너먼트에서 사용했던 동부-서부 컨퍼런스 라이벌 관계를 2015 WNBA 플레이오프까지 되살립니다.
총 보상액은 50만 달러로 가장 많으며, 우승팀은 선수 1인당 약 3만 달러를 벌고 경기 MVP는 추가로 5,000달러를 집으로 가져간다. 지는 팀의 입장에서는 선수들이 각각 1만 달러를 벌게 된다.
우승팀은 커미셔너 컵 트로피도 받을 것이다.
첫 번째 커미셔너스 컵 결승전 경기는 애리조나주 피닉스의 풋프린트 센터에서 열렸다. 그리고 첫 우승팀은 시애틀 스톰였고, 첫 대회 MVP는 브리아나 스튜어트였다. 2025년 우승팀은 인디애나 피버이고, MVP는 나타샤 하워드이다.

## 역대 결승전
| 연도 | 날짜                                     | 경기장                                   | 관중수                                   | 우승팀                                   | 스코어                                   | 준우승팀                                 | MVP                                      |                                          |
| ---- | ---------------------------------------- | ---------------------------------------- | ---------------------------------------- | ---------------------------------------- | ---------------------------------------- | ---------------------------------------- | ---------------------------------------- | ---------------------------------------- |
| 2020 | 코로나-19 대유행으로 인해 개최되지 않다. | 코로나-19 대유행으로 인해 개최되지 않다. | 코로나-19 대유행으로 인해 개최되지 않다. | 코로나-19 대유행으로 인해 개최되지 않다. | 코로나-19 대유행으로 인해 개최되지 않다. | 코로나-19 대유행으로 인해 개최되지 않다. | 코로나-19 대유행으로 인해 개최되지 않다. | 코로나-19 대유행으로 인해 개최되지 않다. |
| 2021 | 8월 12일                                 | 풋프린트 센터                            | 5,006                                    | 시애틀 스톰                              | 79 - 57                                  | 코네티컷 선                              | 브리아나 스튜어트 (시애틀 스톰)          |                                          |
| 2022 | 7월 26일                                 | 윈트러스트 아레나                        | 8,922                                    | 라스베이거스 에이시즈                    | 93 - 83                                  | 시카고 스카이                            | 첼시 그레이 (라스베이거스 에이시즈)      |                                          |
| 2023 | 8월 15일                                 | 미켈롭 울트라 아레나                     | 8,967                                    | 뉴욕 리버티                              | 82 - 63                                  | 라스베이거스 에이시즈                    | 존쿠엘 존스 (뉴욕 리버티)                |                                          |
| 2024 | 6월 25일                                 | UBS 아레나                               | 7,015                                    | 미네소타 링크스                          | 94 - 89                                  | 뉴욕 리버티                              | 니피사 콜리어 (미네소타 링크스)          |                                          |
| 2025 | 7월 1일                                  | 타깃 센터                                | 12,778                                   | 인디애나 피버                            | 74 - 59                                  | 미네소타 링크스                          | 나타샤 하워드 (인디애나 피버)            |                                          |

### 우승 횟수
| 횟수 | 팀                                                                          |
| ---- | --------------------------------------------------------------------------- |
| 1회  | 시애틀 스톰 라스베이거스 에이시즈 뉴욕 리버티 미네소타 링크스 인디애나 피버 |

### WNBA 커미셔너스컵 진출 횟수 및 우승 · 준우승 횟수
| 팀                    | 커미셔너스컵 결승전 진출 횟수 | 우승 횟수  | 준우승 횟수 |
| --------------------- | ----------------------------- | ---------- | ----------- |
| 시애틀 스톰           | 1회 (2021)                    | 1회 (2021) | -           |
| 코네티컷 선           | 1회 (2021)                    | -          | 1회 (2021)  |
| 라스베이거스 에이시즈 | 2회(2022, 2023)               | 1회 (2022) | 1회 (2023)  |
| 시카고 스카이         | 1회 (2022)                    | -          | 1회 (2022)  |
| 뉴욕 리버티           | 2회 (2023, 2024)              | 1회 (2023) | 1회 (2024)  |
| 미네소타 링크스       | 2회 (2024, 2025)              | 1회 (2024) | 1회 (2025)  |
| 인디애나 피버         | 1회 (2025)                    | 1회 (2025) | -           |

## 기록들
- 개인 최다 득점 - 켈시 플럼, 브리아나 스튜어트 (24득점)
- 개인 최다 리바운드 - 에이자 윌슨 (17개)
- 개인 최다 어시스트 - 코트니 밴더슬룻 (10개)
- 개인 최다 스틸 - 브리아나 스튜어트 (4개)
- 개인 최다 블록 - 에이자 윌슨 (6개)
- 팀 최다 득점 - 라스베이거스 에이시즈 (93점,  vs 시카고 스카이)
- 팀 최다 리바운드 - 뉴욕 리버티 (49개, vs 라스베이거스 에이시즈)
- 팀 최다 어시스트 - 시카고 스카이 (24개, vs 라스베이거스 에이시즈)
- 팀 최다 스틸 - 시애틀 스톰 (14개, vs 코네티컷 선)
- 팀  최다 블록 - 라스베이거스 에이시즈 (9개, vs 시카고 스카이)
- 최다 우승 감독 - 노엘 퀸, 베키 헤먼, 샌디 브론델로, 셰럴 리브 (1회)
- 최다 점수차  - 시애틀 스톰 (22점차(79 - 57), 코네티컷 선)
- 최다 관중수  - 8,967명 (2023년, 미켈롭 울트라 아레나)

## 같이 보기
- NBA 컵
- NBA G 리그 쇼케이스 컵